# Harpechys chilo
Harpechys chilo är en skalbaggsart som beskrevs av Britton 1957. Harpechys chilo ingår i släktet Harpechys och familjen Melolonthidae. Inga underarter finns listade i Catalogue of Life.